# 伊诺霍萨德尔坎波
伊诺霍萨德尔坎波，是西班牙卡斯蒂利亚-莱昂索里亚省的一个市镇。总面积26平方公里，总人口43人（2001年），人口密度2人/平方公里。